# Христолиты

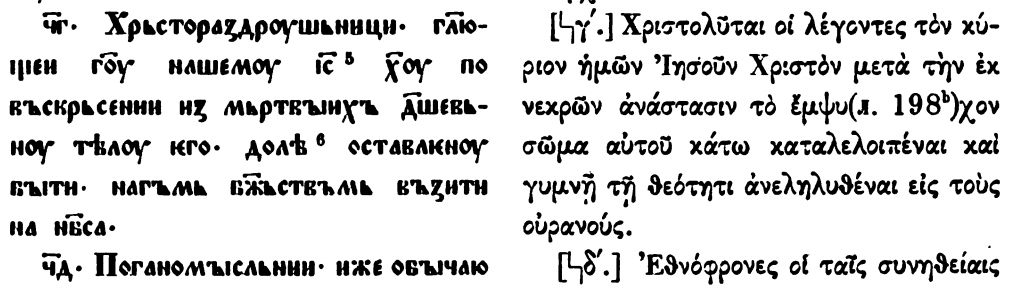
Христолиты в книге Бенешевича В. Н. Древнеславянская кормчая XIV титулов без толкования. СПб, 1907. Т. 1.

Христоли́ты  (др.-греч. χριστολύται от др.-греч. Χριστός — «Христос» + др.-греч. λύω — «разрушать, ломать»; лат. christolitae; ст.‑слав. хрьстораӡдрѹшьници) — последователи учения, существовавшего в VI веке, согласно которому Иисус Христос после воскресения из мертвых оставил на земле своё одушевленное тело и только с одним Божеством взошел на небеса. Благодаря своему учению христолиты, по толкованию Никиты Хониата, разделяли, разрушали человеческую природу Иисуса Христа.  
Описание этой ереси и сам термин «христолиты» появляется в книге «О ста ересях вкратце», написанной Иоанном Дамаскиным. Никита Хониат (XIII век) в книге др.-греч. «Θησαυρὸς ὀρθοδοξίας» («Сокровище православия») повествует об учении христолитов.